# Crocidura monax
Crocidura monax је сисар из реда Soricomorpha и фамилије Soricidae.

## Угроженост
Ова врста је наведена као последња брига, јер има широко распрострањење и честа је врста.

## Распрострањење
Врста има станиште у Кенији (непотврђено) и Танзанији.

## Станиште
Станиште врсте су шуме.